# エバンス
エバンス (Evans carver)（※Evanceが正しいと思われる。"Carving Knife, Evance"） は、歯科技工用の彫刻刀。補綴物の型を彫るのに使う。「エバンの彫刻刀」という誤称もある。
柄の両側に刃がついており、片側は長さ2センチメートルほどのナイフ状の切り出し刀、もう片側は長さ数ミリメートルの耳かき状の丸曲刀になっている。ワックスを彫るためのものなので、刃は鋭くない。柄は持ちやすいように断面が正六角形になっている。